# Salvatore Giannone
Salvatore Giannone (Trieste, 24 luglio 1936 – Caserta, 3 agosto 2024) è stato un velocista italiano.

## Biografia
Nel 1958 prese parte ai campionati europei di Stoccolma, dove raggiunse la semifinale nella gara dei 100 metri piani. L'anno successivo, alla prima Universiade di Torino, conquistò la medaglia d'oro come componente della staffetta 4×100 metri azzurra.
Nel 1960 partecipò ai Giochi olimpici di Roma: qui non superò le batterie dei 200 metri piani, ma ottenne il quarto posto nella staffetta 4×100 m insieme ad Armando Sardi, Pier Giorgio Cazzola e Livio Berruti.

## Palmarès
| Anno | Manifestazione  | Sede      | Evento      | Risultato  | Prestazione | Note |
| ---- | --------------- | --------- | ----------- | ---------- | ----------- | ---- |
| 1958 | Europei         | Stoccolma | 100 m piani | Semifinale | 11"1        |      |
| 1959 | Universiadi     | Torino    | 4×100 m     | Oro        | 41"0        |      |
| 1960 | Giochi olimpici | Roma      | 200 m piani | Batteria   | 21"8        |      |
| 1960 | Giochi olimpici | Roma      | 4×100 m     | 4º         | 40"2        |      |